# Очилат дебелопръст гекон
Очилатите дебелопръсти гекони (Pachydactylus geitje), наричани също дебелопръсти гекони на Крадок, са вид дребни влечуги от семейство Геконови (Gekkonidae).
Разпространени са в каменисти местности в югозападната част на Южноафриканската република. На цвят са сивкави, с малки бели петна по гърба. Хранят се главно с насекоми.